# Yu-Gi-Oh! GX Duel Academy
Yu-Gi-Oh! GX Duel Academy, conocido como Yu-Gi-Oh! Duel Monsters GX Mezase Duel King! (遊戯王デュエルモンスターズGX めざせデュエルキング! Yūgiō Dyueru Monsutāzu GX Dyueru Kingu!) en Japón, es un videojuego creado por Konami para Game Boy Advance. Está basado en la serie anime Yu-Gi-Oh! GX y la franquicia Yu-Gi-Oh!.

## Historia
El juego comienza con el personaje principal conociendo al Director Shepperd (Sameshima en la versión japonesa). Desde aquí, el jugador conoce a Jaden Yuki (Judai Yuki en la versión japonesa), el mejor estudiante Slifer Rojo (Osiris Red), y sus amigos Syrus Truesdale (Sho Mafuruji) y Chumley Huffington (Hayato Maeda). El jugador también conoce al profesor de los Slifer Rojo, Lyman Banner (Daitokuji). Para conocer a otras personas, el personaje principal debe provocar ciertos acontecimientos, como el paso a Ra Amarillo.

## Personajes principales
- Judai Yuki (遊城 十代 Yūki Jūdai)/Jaden Yuki: mejor Slifer Rojo y amigo de Chumley y Syrus. Usa un Deck "HÉROE Elemental".
- Sho Marufuji (丸藤 翔 Marufuji Shō)/Syrus Truesdale: hermano menor de Zane Truesdale y amigo de Jaden y Chumley. Usa un Deck "Vehidroid".
- Hayato Maeda (前田 隼人 Maeda Hayato)/Chumley Huffington: estudiante que ha suspendido muchas veces. Visitará al jugador si el jugador está en Slifer Rojo y no ha salido de su dormitorio en tres días. Usa un Deck australiano.
- Asuka Tenjouin (天上院 明日香 Tenjōin Asuka)/Alexis Rhodes: Una Obelisk Azul y considerada la reina de la Academia de Duelos. Usa un Deck de monstruos de Tipo Hada de Niveles altos y "Ciber Ángel".
- Ryo Marufuji (丸藤 亮 Marufuji Ryō)/Zane Truesdale: conocido por un Duelo con Syrus. Es el mejor de la Academia de Duelos. Muchos lo consideran el rey de la Academia de Duelos porque es el mejor de todos: no ha perdido ni un solo duelo, ni siquiera contra los profesores. Usa un Deck con monstruos del arquetipo "Ciber" y monstruos de Tipo Máquina.
- Jun Manjoume (万丈目 準 Manjōme Jun)/Chazz Princeton: Obelisk Azul que mira en menos a las otras personas. Al principio usa un Deck de monstruos de Tipo Zombi.
- Cronos de Medici (クロノス・デ・メディチ Kuronosu de Medichi)/Dr. Vellian Crowler: profesor de Obelisks Azul. Cree que sólo los más fuertes deben estar en la Academia de Duelos. Su obsesión es expulsar a Jaden de la academia. Usa un Deck "Mecanismo Antiguo".
- Daichi Misawa (三沢 大地 Misawa Daichi)/Bastion Misawa: Ra Amarillo y el mejor en los exámenes de entrada.

## Personajes secundarios
- Rei Saotome (早乙女レイ Saotome Rei)/Blair Flannigan: chica de la 2ª graduación que se hace pasar por un estudiante de intercambio. Además, es una chica que finge ser un chico.
- Kagurazaka (神楽坂)/Dimitri: Un Duelista que roba el Deck de Yugi Muto.
- Kohara (小原)/Brier: chico de la Academia de Duelos.
- Ohara (大原 Ōhara)/Beauregard: estudiante bastante grande en la Academia de Duelos.
- Takadera (高寺) Torrey: Obelisk Azul que Invocó al espíritu de Duelo de Monstruos "Jinzo".
- Taira Taizan (大山平 Taizan Taira)/Damon: chico que nunca trazó lo que él quería ser, por lo que se fue a vivir a la jungla.

## Rangos
Hay rangos en el juego que usualmente determinan con quiénes puedes tener duelos. Algunos de estos son los siguientes:
- Chico Marginado (Dropout Boy en inglés): rango más bajo.
- Duelista Aprendiz (Apprentice Duelist): rango en el que el jugador comienza.
- Duelista Promedio (Average Duelist): rango que el jugador obtiene después de ganar 10 Duelos y pasar un examen.
- Duelista Apasionado (Fiery Duelist): rango que el jugador obtiene después de ganar 30 Duelos y pasar el examen.
- Duelista Apacible (Calm Duelist): rango que el jugador obtiene después de ganar 30 Duelos y resolver 25 Timed Duels.
- Duelista Superior (Superior Duelist): rango que el jugador obtiene después de ganar 50 Duelos y resolver 50 Timed Duels.
- Duelista Honorable (Honored Duelist): rango que el jugador obtiene después de ganar 100 Duelos y resolver 70 Timed Duels.
- Duelista de Elite (Elite Duelist): rango que el jugador obtiene después de ganar 100 Duelos y resolver 100 Timed Duels.
- Príncipe de los Juegos (Prince of Games): rango que el jugador obtiene después de coleccionar las 1200 cartas, pasando el 40% de los exámenes escritos.
- Rey de los Juegos (King of Games): rango que el jugador obtiene después de ser Príncipe de los Juegos, derrotando a los veinte Duelistas diez veces cada uno, teniendo más de 200 Duelos ganados y pasando el 60% de los exámenes escritos.

## Exámenes
Hay exámenes mensuales que determinan el rango y dormitorio del jugador. Hay formas en que el jugador puede ser eximido de los exámenes.
Los exámenes consisten en tres secciones:
1. Examen Escrito: 10 preguntas (10 pts cada una, +0.5% realización escrita por respuesta correcta).
2. Examen de Habilidad: Timed Duel aleatoriamente desbloqueado (100 pts, -10 pts por volver a comenzar).
3. Examen Práctico: Cambia mensualmente (300 pts).
- Magias (Spells): usa Cartas Mágicas durante el duelo (30 pts por Mágica).
- Trampas (Traps): usa Cartas de Trampa durante el duelo (30 pts por Trampa).
- Daño Directo (Direct Damage): realiza daño directo durante el Duelo (el daño de batalla no cuenta).
- Batalla (Battle): concéntrate en la batalla (realizando daño de batalla y destruyendo monstruos) durante el Duelo.
- Invocaciones de Fusión (Fusion Summons): monstruos Invocados por Fusión durante el Duelo (50 pts por Invocación de Fusión).
- Invocaciones por Ritual (Ritual Summons): monstruos Invocados por Ritual durante el Duelo (60 pts por Invocación de Ritual).
- Invocaciones Especiales (Special Summons): monstruos Invocados de Modo Especial durante el Duelo (30 pts por Invocación Especial).

## Lugares
Hay muchos lugares en el juego. Aquí hay una lista de ellos.
- Dormitorio Slifer Rojo (Osiris Red Dormitory/Slifer Red Dormitory)
- Dormitorio Ra Amarillo (Ra Yellow Dormitory)
- Dormitorio de Chicos Obelisk Azul (Obelisk Blue Boys' dormitory)
- Dormitorio de Chicas Obelisk Azul (Obelisk Blue Girls' dormitory)
- Puerto (Harbor)
- Volcán (Volcano)
- Academia de Duelos (Duel Academia/Duel Academy)
- Océano (Ocean)

## Cartas promocionales
Como era tradicional con los primeros juegos de Yu-Gi-Oh!, el juego viene con tres cartas promocionales que hasta entonces no podían ser encontradas de otra forma. Las cartas en este juego son:
- "HÉROE Elemental Necroshade"
- "Kuriboh Alado" (ilustración alternativa)
- "Anillo del Héroe"